# Arouca e Burgo
Arouca e Burgo (llamada oficialmente União das Freguesias de Arouca e Burgo) es una freguesia portuguesa del municipio de Arouca, distrito de Aveiro.

## Historia
Fue creada el 28 de enero de 2013 en aplicación de una resolución de la Asamblea de la República de Portugal promulgada el 16 de enero de 2013 con la unión de las freguesias de Arouca y  Burgo, pasando su sede a estar situada en la antigua freguesia de Arouca.

## Demografía
| Gráfica de evolución demográfica de Arouca e Burgo entre 2011 y 2021 |
|                                                                      |
| Datos según el nomenclátor publicado por el INE portugués.           |